# 禿
禿（かぶろ、かむろ）とは、頭に髪がないことを言い、肩までで切りそろえた児童期の髪型、あるいはその髪型をした子供を指す。狭義では、江戸時代の遊廓に住む童女をさす。

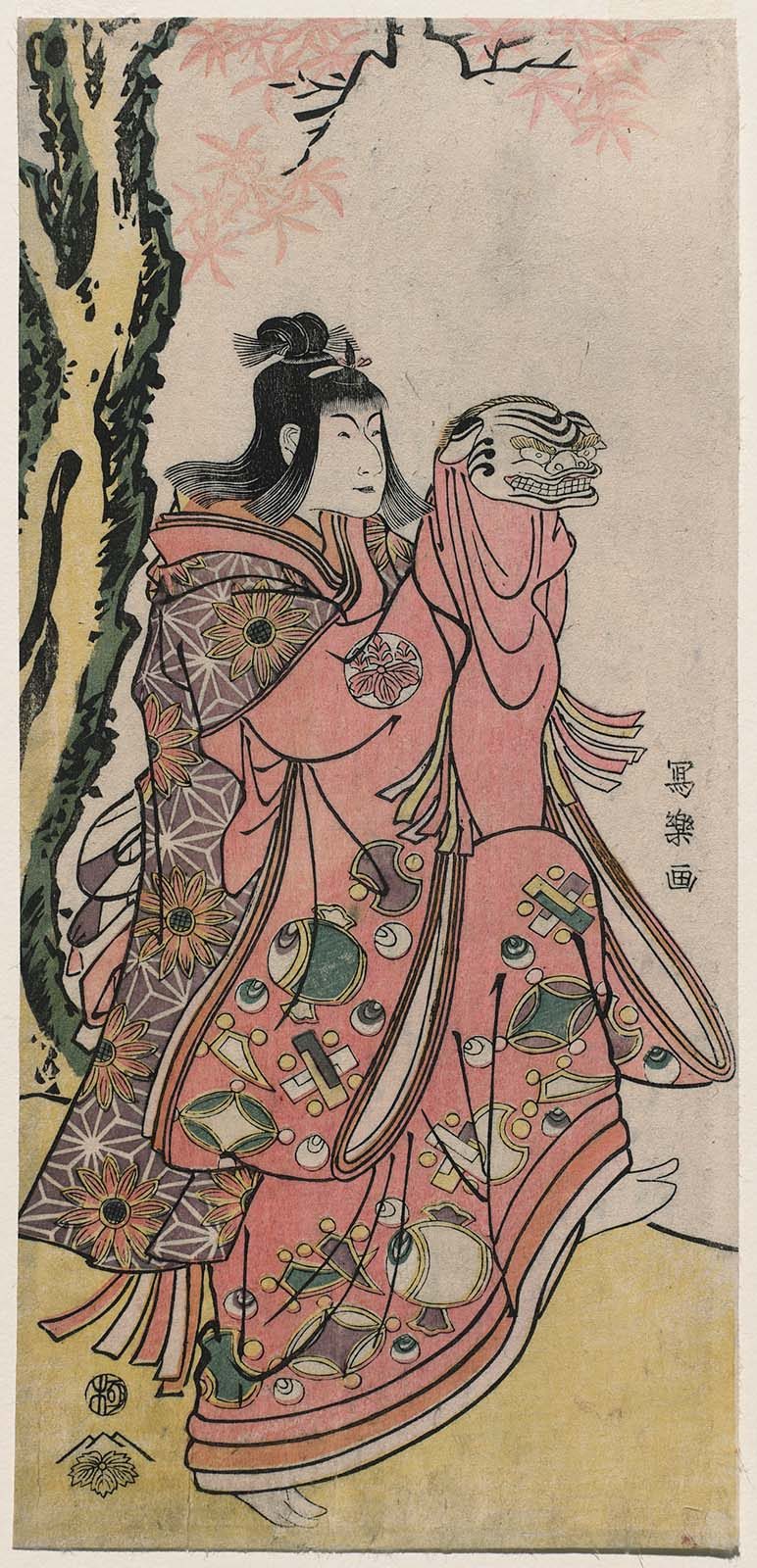
東洲斎写楽作「中山富三郎　切禿」

『平家物語』では、平安京に放たれる平家方の密偵として見える。

## 近世以降

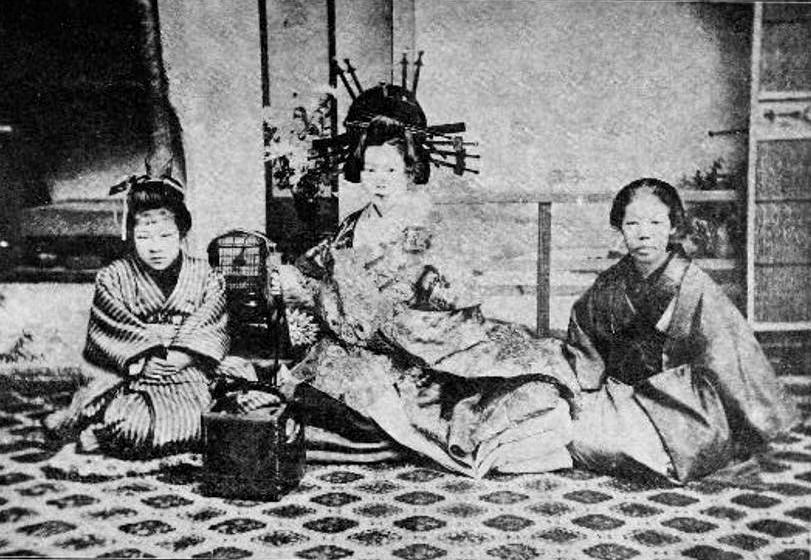
花魁と遣り手と禿。

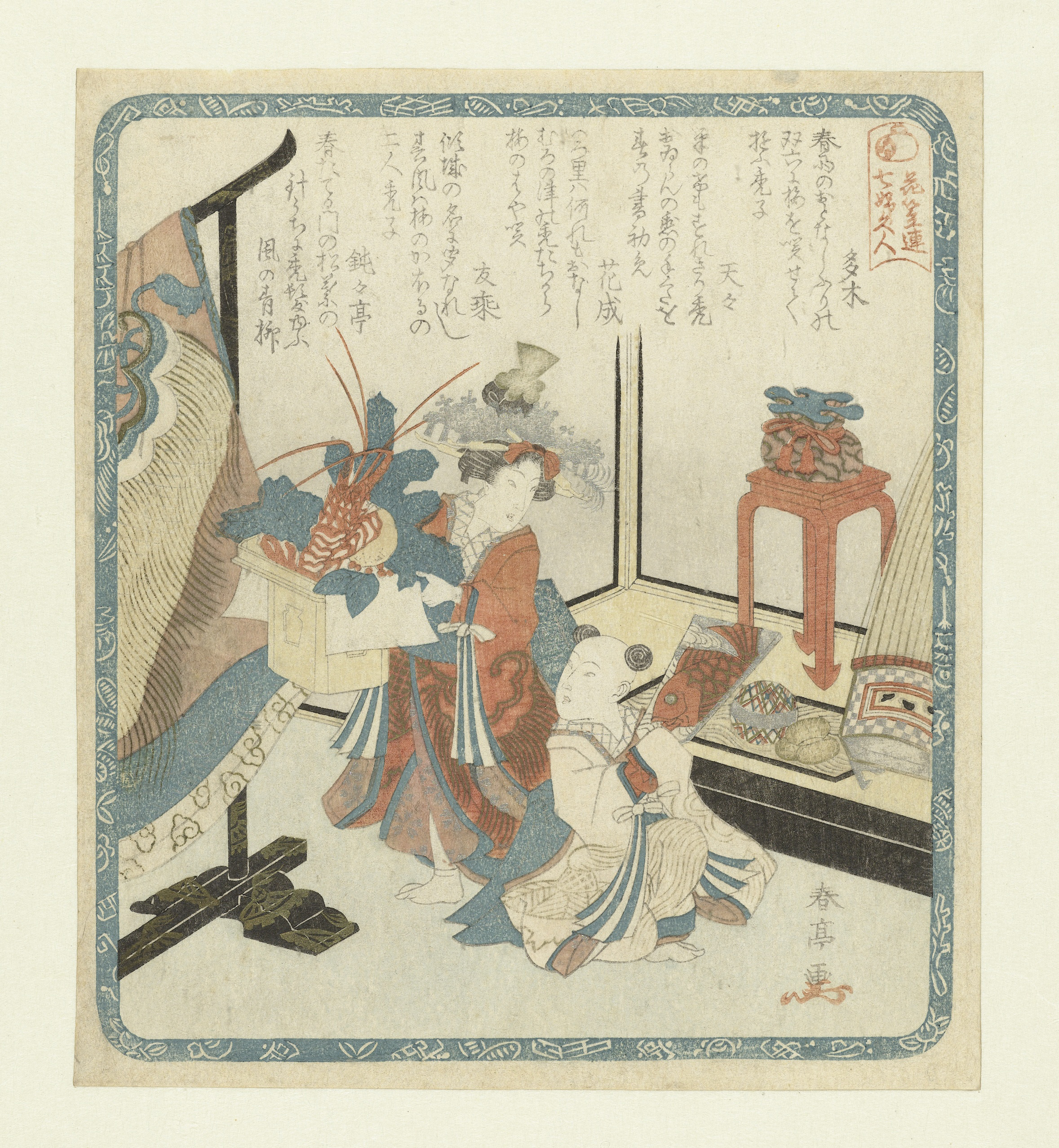
正月飾りの準備をする新造と禿。勝川春亭画

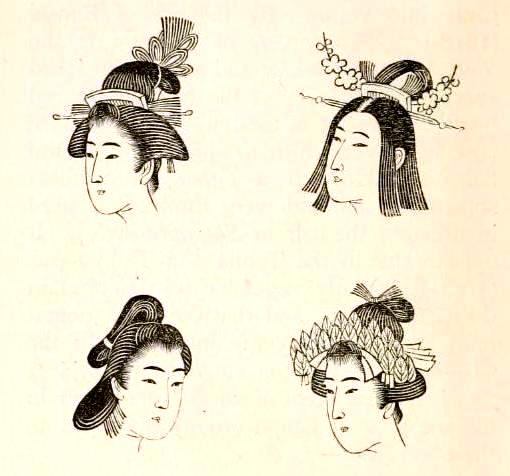
吉原・禿の髪型

禿（かむろ、かぶろ）は遊女見習いの幼女をさす普通名詞。
本来はおかっぱの髪型からつけられた名であるが、時代と共に髪を結うようになってからも、遊郭に住み込む幼女のことをかむろと呼んだ。7 - 8歳頃に遊郭に売られてきた女子や、遊女の産んだ娘が該当する。最上級の太夫や、または花魁と呼ばれた高級女郎の下について、身のまわりの世話をしながら、遊女としてのあり方などを学んだ。禿の年齢を過ぎると「新造」となって、遊女見習いの後期段階に入っていく。嶋原では、芸妓に付き添う幼女も禿と呼ばれた。

### 引込禿
通常の禿とは違い、遊女の世話を離れて楼主から茶道、華道、香道などの英才教育をうけていた者をいう。大商人や大身の武家を相手に人一倍稼ぐことのできそうな素質をもつ子が選ばれた。

### 髪型
江戸中期頃までは、おかっぱ頭だったが、江戸後期以降は、吉原等では禿島田という髪飾りを沢山付けた高島田になった。嶋原も江戸後期から戦前までは日本髪を結っていたという。

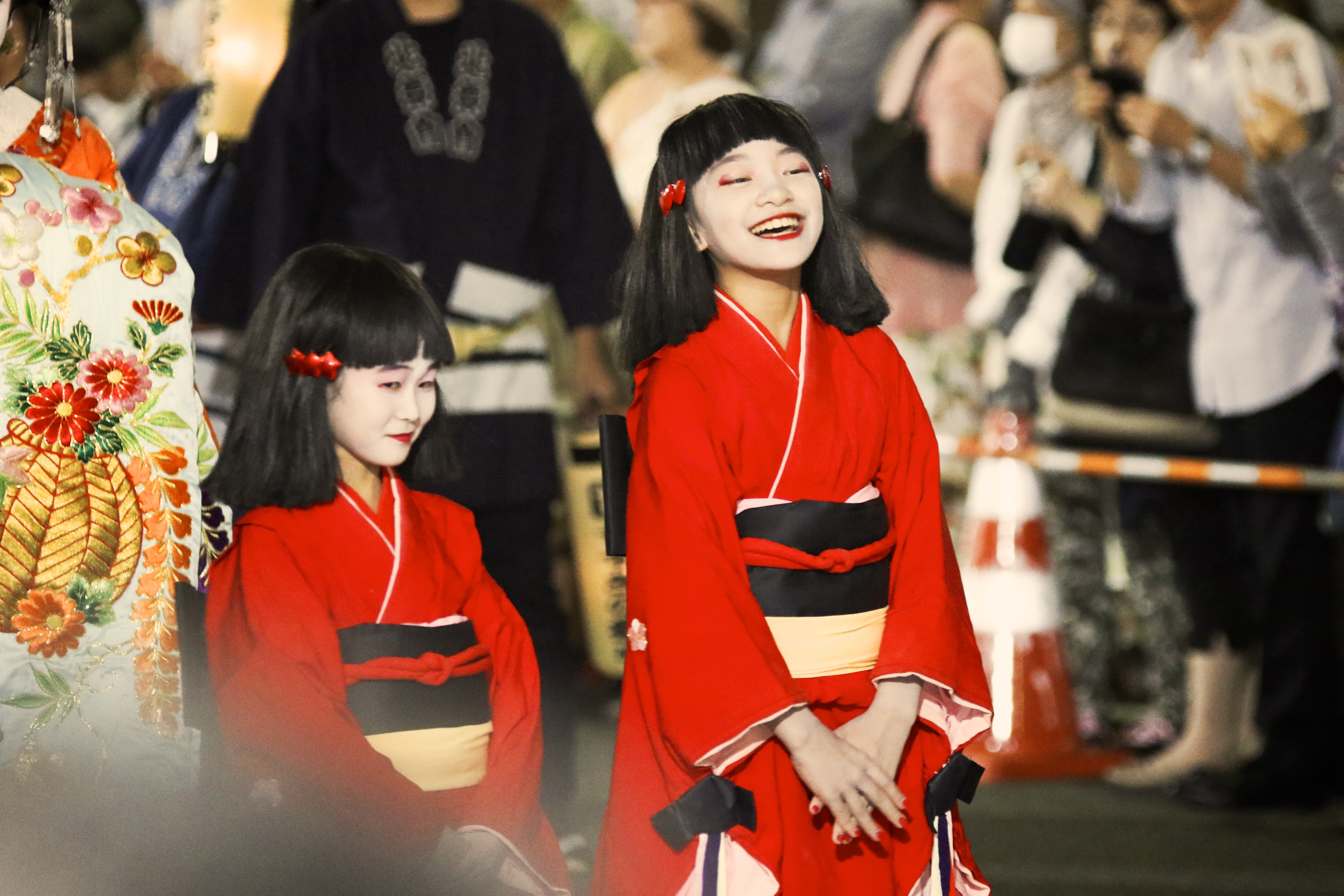
すすきの祭りの花魁道中の禿役の少女(2017年)

### 禿（祇園祭）
長刀鉾の稚児を補佐する2名の少年も、禿と呼ばれる。
これは、太夫級の遊女、または芸妓が2名の禿を従えていることになぞらえたものと見られる。

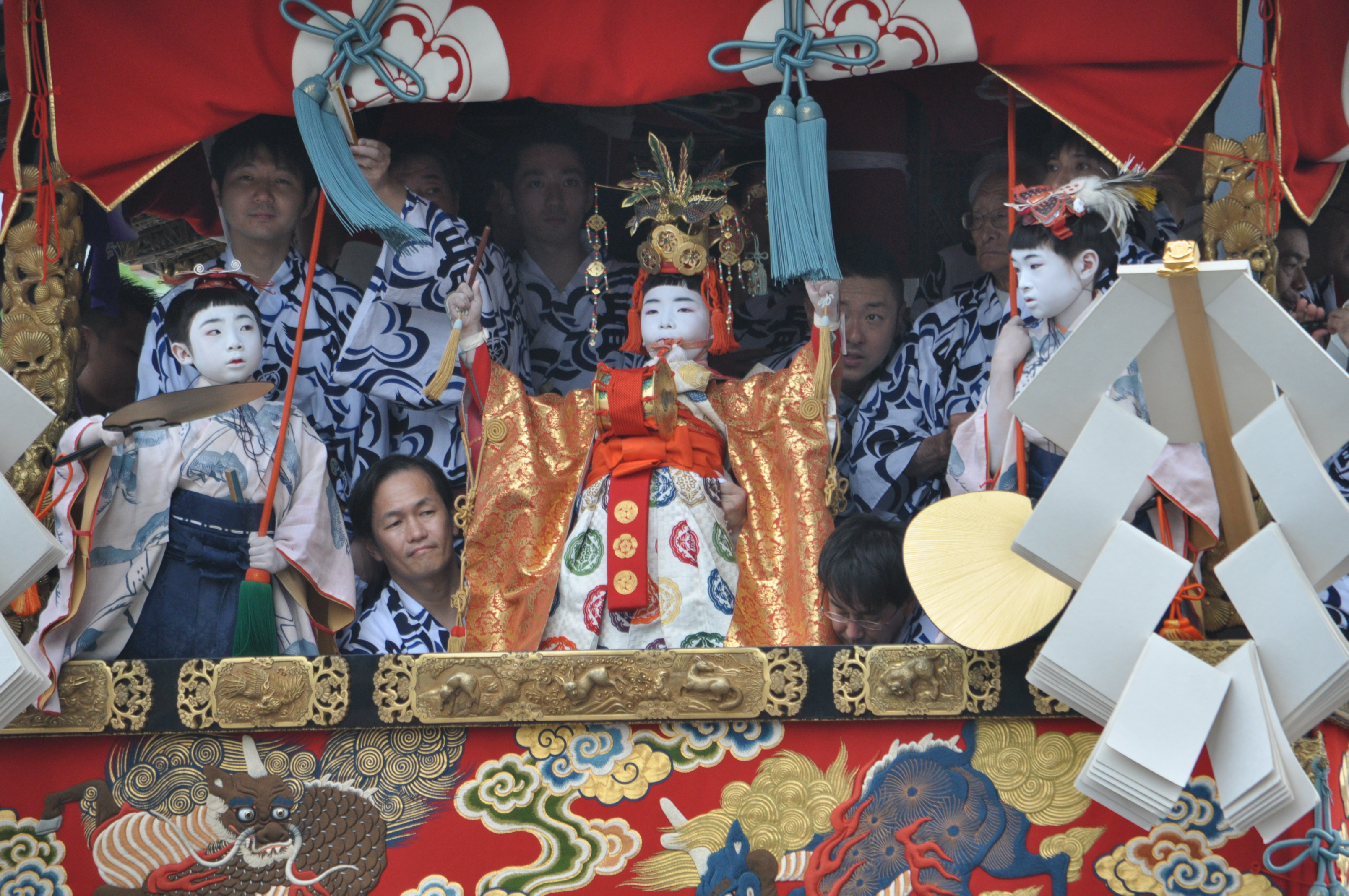
八坂神社の祇園祭での長刀鉾の稚児と禿

## 平安時代

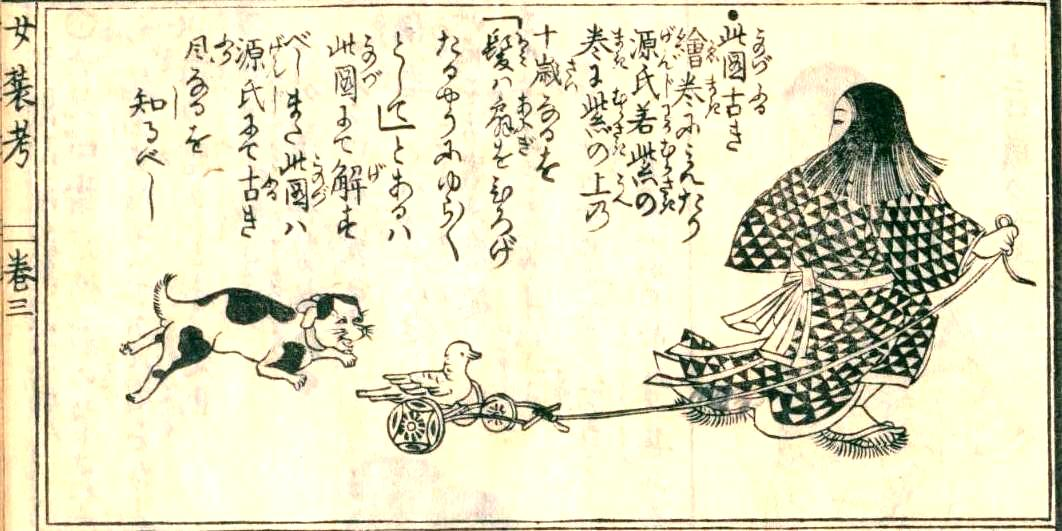
鳩車で遊ぶ禿童。『歴世女装考』より

### 『平家物語』に登場する禿
『平家物語』には、平安時代末期に平清盛が実権を握った際、「禿、禿童」（かぶろ、かむろ）と呼ばれた多数の禿の頭髪の童子（及び童形の者）を平安京内に放ち、市井の情報、特に平氏に対する批判や、謀議の情報などを集めて密告させた、とある。
ただし、『平家物語』は軍記物語であり、同時期に編まれた『玉葉』『愚管抄』にはその記述は見られない。